# Numata (Hokkaidō)
Pour les articles homonymes, voir Numata (homonymie).
Numata (沼田町, Numata-chō) est un bourg du district d'Uryū, situé dans la sous-préfecture de Sorachi, sur l'île de Hokkaidō, au Japon.

## Géographie

### Démographie
Au 31 mars 2015, la population de Numata s'élevait à 3 285 habitants répartis sur une superficie de 283,35 km2.

## Transports
Numata est desservi par la ligne Rumoi de la compagnie JR Hokkaido.

## Jumelage
- Port Hardy (Canada)